# Eurovision Song Contest 2019
Eurovision Song Contest 2019, česky také Velká cena Eurovize 2019 (či jen Eurovize 2019), byl 64. ročník soutěže Eurovision Song Contest, který se konal v Tel Avivu v Izraeli, a to díky vítězství zpěvačky Netty s písní „Toy“ na předchozím ročníku. Soutěž, organizovaná Evropskou vysílací unií (EVU) a stanicí Israeli Public Broadcasting Corporation (IPBC/Kan), se konala v Expo Tel Aviv. Semifinálová kola se uskutečnila 14. a 16. května, finále pak 18. května 2019. Moderátory přenosů byli televizní moderátoři Erez Tal, Assi Azar a Lucy Ayoub, a izraelská modelka Bar Refaeli.
Soutěže se zúčastnilo 41 zemí, což je o dva státy méně oproti předchozímu roku. Bulharsko ze soutěže odstoupilo z finančních důvodů, Ukrajina se původně plánovala ročníku zúčastnit, z důvodu kontroverzí kolem národního finále ale nakonec odstoupila.
Vítězem se stal nizozemský zpěvák Duncan Laurence s písní „Arcade“. Skladba u diváků skončila na druhém místě za Norskem, u porotců skončila až na třetím místě za Severní Makedonií a Švédskem, celkem získala 498 bodů, druhá Itálie získala o 26 bodů méně.
Soutěž sledovalo 182 milionů diváků, což je o 4 miliony méně oproti předchozímu rekordnímu roku.

## Místo konání
Díky vítězství izraelské reprezentantky Netty s písní „Toy“ na předchozím ročníku v Lisabonu se Eurovize 2019 konala v Tel Avivu, v aréně Expo Tel Aviv.

### Kandidatury na pořádání soutěže
Podle slov samotné vítězky bezprostředně po vítězství a izraelského předsedy vlády Benjamina Netanjahua se měla soutěž konat v hlavním městě Jeruzalémě, Izraelská vysílací společnost a Evropská vysílací unie (EVU) ovšem 13. května 2018 potvrdili, že soutěž se bude konat v Tel Avivu. Mezi zúžený výběr kandidátů na pořadatelské město patřil i Jeruzalém, toho ovšem kvůli šabatu porazilo druhé největší izraelské město a jeho aréna Expo Tel Aviv.
O pořádání soutěže měl také zájem starosta města Petach Tikva. Městu ale chybí vhodná hala, ve které by se večery odehrály.
Dalšími dvěma místy, které chtěly Eurovizi 2019 uspořádat, jsou Sammy Ofer Stadium v Haifě a Turner Stadium v Beer Ševě. Společně s jeruzalémskou halou Teddy Stadium byly tyto kandidatury závislé na dostavbě střech na těchto uzavřených arénách, jak stojí v pravidlech Evropské vysílací unie.
V době kandidatur upozornila některá média na to, že pokud by z politických důvodů některé státy soutěž pro tento ročník bojkotovaly, Evropská vysílací unie (EVU) by ji přemístila do jiné země. Toto tvrzení však bylo popřeno jak Izraelskou vysílací společností, tak i EVU. Představitelé EVU v květnu 2018 taktéž navštívili Izrael. Uvedli, že rozhodnutí o místě a datu konání soutěže bude učiněno až po diskusích s izraelským národním vysílatelem.
Izraelská média 10. června 2018 informovala o tom, že dalším potenciálním místem pro pořádání soutěže se stalo město Ejlat.
Dne 11. června 2018 vyšly najevo informace, že v brzké době by měl vyjít zkrácený seznam kandidátních měst, který bude obsahovat města Jeruzalém, Haifa, Ejlat a také Tel Aviv. Oficiálně měl tento seznam veřejnosti představen na setkání představitelů EVU na konci června.
Setkání představitelů Evropské vysílací unie (EVU) se konalo 19. června 2018 ve švýcarské Ženevě. Izraelská vysílací společnost se zde setkala s referenční skupinou EVU a představiteli hostících zemí minulých ročníků, mezi nimi i zástupci Spojeného království, Itálie a Nizozemska, aby společně probrali první plány týkající se dalšího ročníku Eurovize. Během meetingu obdrželi zprávu od portugalského národního vysílatele Rádio e Televisão de Portugal (RTP), který pořádal předchozí ročník, s doporučeními ohledně organizace a prostředků pro pořádání soutěže. Setkání proběhlo hladce, Izrael byl po spekulacích o přesunutí soutěže do Rakouska, které se umístilo třetí na Eurovizi 2018, konečně potvrzen jako místo konání příští Eurovize a taktéž se dohodly na přesném místě a datě konání.
Oficiální a finální proces výběru hostitelského města byl zahájen Izraelskou vysílací společností 24. června 2018. Společnost zároveň zahájila veřejnou soutěž ostatní izraelských vysílatelů, kteří by pomohli při organizaci Eurovize.
Přestože se nejprve zdálo, že Jeruzalém bude hlavním kandidátem a pravděpodobným hostitelem soutěže, z této ideje rychle sešlo. Mnoho států začalo hrozit bojkotem, Jeruzalém je pro organizaci Eurovize problematický také z hlediska náboženských povinností. Situaci komplikují i volby nového starosty města v říjnu 2018, současný starosta Nir Barkat totiž oznámil, že znovu již kandidovat nehodlá. Izraelský ministr financí navíc zpravodajské agentuře Ha'arec řekl, že se soutěž uskuteční spíše v Tel Avivu. V rámci spekulací o tom, která hala by zde byla pro soutěž využita, se hovořilo hale Menora Mivtachim Arena. Ministr však přišel s informací, že show by se konaly nejspíše v hale Expo Tel Aviv, v pavilonu New Pavillion 2. Obě arény pojmou 10 000 diváků, tedy minimální počet míst dle pravidel Evropské vysílací unie. Potencionálním hostitelem je i město Haifa. Jediným možným místem pro samotná vystoupení je fotbalová aréna Sammy Ofer Stadium, které by se ale musela dostavět střecha. Komplikací je však fotbalová sezóna během konání Eurovize, užití arény by tak mohlo být omezeno. Tel Aviv má navíc již zkušenosti s pořádáním eurovizního večírku Israel Calling Eurovision, který se zde pořádá každoročně v dubnu od roku 2016. Během této show se vždy představí velká část písní, v roce 2018 se zde předvedlo 21 účastníků Eurovize 2018.
Přestože všechna čtyři kandidátská města byla představena, 26. června 2018 starosta Oblastní rady Tamar, Dov Litvinof, řekl, že město Masada taktéž podá návrh na pořádání soutěže.
Dne 22. července 2018 uvedl informační server Walla, že kandidátská města Haifa a Masada svou přihlášku k pořádání Eurovize neodeslala včas, takže nebyla zařazena do užšího výběru. Starosta Haify, Jona Jahav, se však proti této informaci následně ohradil. Podle něj totiž neobdržel dopis od Izraelské vysílací společnosti, který server ukázal ve svém článku. To nasvědčuje tomu, že město má stále zájem o organizaci soutěže.
Bližší informace o přihláškách Jeruzaléma a Tel Avivu byly představeny 24. července 2018. Vyšlo najevo, že hlavní jeruzalémskou arénou pro Eurovizi je Pais Arena, která tak odsunula do pozadí původně zmiňovanou halu Teddy Stadium. Zároveň město uvedlo, že problém týkající se svátku šabat, jehož svátost by soutěž mohla narušit, se týká celého Izraele a bude projednán, až když Jeruzalém vyhraje soutěž o organizaci. Tel Aviv znovu potvrdil, že soutěž by se konala v pavilonu Pavillion 2 v hale Expo Tel Aviv.
13. září bylo potvrzeno, že Eurovision Song Contest 2019 se bude konat v Tel Avivu a byly taktéž představeny data soutěže, a to 14., 16. a 18. května.
Města, která projevila zájem soutěž pořádat:
|  | Finální výběr |  | Vítězné město |

| Město     | Hala                       | Kapacita | Poznámky                                                                  |
| --------- | -------------------------- | -------- | ------------------------------------------------------------------------- |
| Ejlat     | hangáry v přístavu         | 10 000   | Uvažovalo se propojit dva z hangárů a vytvořit tak jednu halu.            |
| Haifa     | Sammy Ofer Stadium         | 30 870   | Aréna by musela být zastřešena.                                           |
| Jeruzalém | Pais Arena                 | 15 654   | Uzavřená aréna podobná těm, které byly použity při předchozích ročnících. |
| Jeruzalém | Teddy Stadium              | 31 733   | Aréna by musela být zastřešena.                                           |
| Tel Aviv  | Expo Tel Aviv (Pavillon 2) | 10 000   | –                                                                         |

## Seznam účastníků

Mapa států podle semifinále:
státy, které vystoupily v 1. semifinále
státy, které automaticky postupují do finále a hlasují v 1. semifinále
státy, které vystoupí v 2. semifinále
státy, které automaticky postupují do finále a hlasují v 2. semifinále

7. listopadu 2018 bylo potvrzeno, že 42 zemí se bude účastnit 64. ročníku hudební soutěže Eurovision Song Contest, ale 27. února 2019 se odhlásila Ukrajina z důvodu problémů ohledně jejich národního kola, což snížilo počet zemí na 41.

### Návrativší interpreti
Do soutěže se vrátilo 5 interpretů, kteří předtím vystupovali jako hlavní umělci pro stejné země. Dva z nich se soutěže účastnili v roce 2016, a to Sergej Lazarev, který reprezentoval Rusko s písní „You Are the Only One“ (vítěz prvního semifinále, 3. místo ve finále) a Serhat, jenž reprezentoval San Marino s písní „I Didn't Know“ (12. místo v prvním semifinále). Joci Pápai reprezentoval Maďarsko v roce 2017, s písní „Origo“ se umístil ve finále na 8. pozici. Tamara Todevska reprezentovala Makedonii v roce 2008 spolu s Vrčakem a Adrianem s písní „Let Me Love You“, obsadila tehdy 10. místo v semifinále. Soutěže se zúčastnila rovněž v letech 2004 a 2014 jako vokalistka pro Toše Proeskiho a Tijanu Dapčević. Nevena Božović reprezentovala Srbsko v roce 2013 jako členka skupiny Moje 3 s písní „Ljubav je svuda“, se kterou se umístila v semifinále na 11. místě. Také reprezentovala Srbsko na Junior Eurovision Song Contest 2007 v Rotterdamu s písní „Piši mi“ a obsadila 3. místo.

### První semifinále
Prvního semifinále se zúčastnilo celkem 17 zemí. Odehrálo se 14. května ve 21 hodin místního času. Hlasovat mohli diváci z těchto zemí, Izraele a dvou zemí tzv. Velké pětky, konkrétně z Francie a Španělska.
| Pořadí | Země        | Interpret                     | Skladba                   | Jazyk                | Umístění | Body |
| ------ | ----------- | ----------------------------- | ------------------------- | -------------------- | -------- | ---- |
| 1.     | Kypr        | Tamta                         | „Replay“                  | angličtina           | 9.       | 149  |
| 2.     | Černá Hora  | D moll                        | „Heaven“                  | angličtina           | 16.      | 46   |
| 3.     | Finsko      | Darude feat. Sebastian Rejman | „Look Away“               | angličtina           | 17.      | 23   |
| 4.     | Polsko      | Tulia                         | „Fire of Love (Pali się)“ | polština, angličtina | 11.      | 120  |
| 5.     | Slovinsko   | Zala Kralj & Gašper Šantl     | „Sebi“                    | slovinština          | 6.       | 167  |
| 6.     | Česko       | Lake Malawi                   | „Friend of a Friend“      | angličtina           | 2.       | 242  |
| 7.     | Maďarsko    | Joci Pápai                    | „Az én apám“              | maďarština           | 12.      | 97   |
| 8.     | Bělorusko   | Zena                          | „Like It“                 | angličtina           | 10.      | 122  |
| 9.     | Srbsko      | Nevena Božović                | „Kruna“ (Круна)           | srbština, angličtina | 7.       | 156  |
| 10.    | Belgie      | Eliot                         | „Wake Up“                 | angličtina           | 13.      | 70   |
| 11.    | Gruzie      | Oto Nemsadze                  | „Keep On Going“           | gruzínština          | 14.      | 62   |
| 12.    | Austrálie   | Kate Miller-Heidke            | „Zero Gravity“            | angličtina           | 1.       | 261  |
| 13.    | Island      | Hatari                        | „Hatrið mun sigra“        | islandština          | 3.       | 221  |
| 14.    | Estonsko    | Victor Crone                  | „Storm“                   | angličtina           | 4.       | 198  |
| 15.    | Portugalsko | Conan Osíris                  | „Telemóveis“              | portugalština        | 15.      | 51   |
| 16.    | Řecko       | Katerine Duska                | „Better Love“             | angličtina           | 5.       | 185  |
| 17.    | San Marino  | Serhat                        | „Say Na Na Na“            | angličtina           | 8.       | 150  |

### Druhé semifinále
Druhého semifinále se zúčastnilo celkem 18 zemí. Odehrálo se 16. května ve 21 hodin místního času. Hlasovat mohli diváci z těchto zemí a tří zemí tzv. Velké pětky, konkrétně z Itálie, Německa a Spojeného království.
| Pořadí | Země              | Interpret       | Skladba              | Jazyk                                        | Umístění | Body |
| ------ | ----------------- | --------------- | -------------------- | -------------------------------------------- | -------- | ---- |
| 1.     | Arménie           | Srbuk           | „Walking Out“        | angličtina                                   | 16.      | 49   |
| 2.     | Irsko             | Sarah McTernan  | „22“                 | angličtina                                   | 18.      | 16   |
| 3.     | Moldavsko         | Anna Odobescu   | „Stay“               | angličtina                                   | 12.      | 85   |
| 4.     | Švýcarsko         | Luca Hänni      | „She Got Me“         | angličtina                                   | 4.       | 232  |
| 5.     | Lotyšsko          | Carousel        | „That Night“         | angličtina                                   | 15.      | 50   |
| 6.     | Rumunsko          | Ester Peony     | „On a Sunday“        | angličtina                                   | 13.      | 71   |
| 7.     | Dánsko            | Leonora         | „Love Is Forever“    | angličtina, němčina, dánština, francouzština | 10.      | 94   |
| 8.     | Švédsko           | John Lundvik    | „Too Late for Love“  | angličtina                                   | 3.       | 238  |
| 9.     | Rakousko          | Paenda          | „Limits“             | angličtina                                   | 17.      | 21   |
| 10.    | Chorvatsko        | Roko            | „The Dream“          | angličtina, chorvatština                     | 14.      | 64   |
| 11.    | Malta             | Michela         | „Chameleon“          | angličtina                                   | 8.       | 157  |
| 12.    | Litva             | Jurij Veklenko  | „Run with the Lions“ | angličtina                                   | 11.      | 93   |
| 13.    | Rusko             | Sergej Lazarev  | „Scream“             | angličtina                                   | 6.       | 217  |
| 14.    | Albánie           | Jonida Maliqi   | „Ktheju tokës“       | albánština                                   | 9.       | 96   |
| 15.    | Norsko            | Keiino          | „Spirit in the Sky“  | angličtina, severní sámština                 | 7.       | 210  |
| 16.    | Nizozemsko        | Duncan Laurence | „Arcade“             | angličtina                                   | 1.       | 280  |
| 17.    | Severní Makedonie | Tamara Todevska | „Proud“              | angličtina                                   | 2.       | 239  |
| 18.    | Ázerbájdžán       | Chingiz         | „Truth“              | angličtina                                   | 5.       | 224  |

### Finále

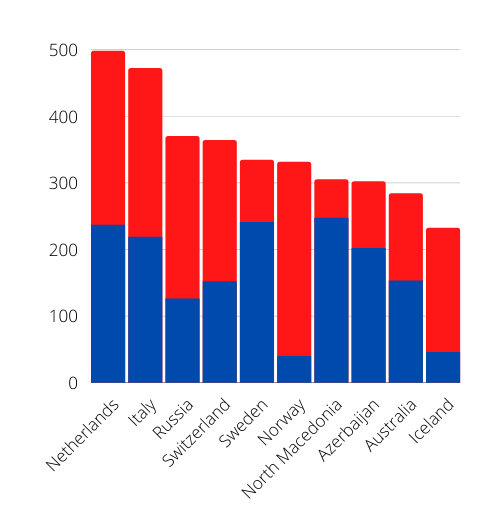
Rozdělení bodů pro 10 nejlepších zemí ve finále
Diváci
Porota

Finále se uskutečnilo 18. května ve 21 hodin místního času. Zúčastnilo se ho 26 zemí – 10 nejlepších z každého semifinále, státy z tzv. Velké pětky, které do finále postupují automaticky, a Izrael jakožto vítěz předchozího ročníku.
| Pořadí | Země               | Interpret                 | Skladba              | Jazyk                                        | Umístění | Body |
| ------ | ------------------ | ------------------------- | -------------------- | -------------------------------------------- | -------- | ---- |
| 1.     | Malta              | Michela                   | „Chameleon“          | angličtina                                   | 14.      | 107  |
| 2.     | Albánie            | Jonida Maliqi             | „Ktheju tokës“       | albánština                                   | 17.      | 90   |
| 3.     | Česko              | Lake Malawi               | „Friend of a Friend“ | angličtina                                   | 11.      | 157  |
| 4.     | Německo            | S!sters                   | „Sisters“            | angličtina                                   | 25.      | 24   |
| 5.     | Rusko              | Sergej Lazarev            | „Scream“             | angličtina                                   | 3.       | 370  |
| 6.     | Dánsko             | Leonora                   | „Love Is Forever“    | angličtina, němčina, dánština, francouzština | 12.      | 120  |
| 7.     | San Marino         | Serhat                    | „Say Na Na Na“       | angličtina                                   | 19.      | 77   |
| 8.     | Severní Makedonie  | Tamara Todevska           | „Proud“              | angličtina                                   | 7.       | 305  |
| 9.     | Švédsko            | John Lundvik              | „Too Late for Love“  | angličtina                                   | 5.       | 334  |
| 10.    | Slovinsko          | Zala Kralj & Gašper Šantl | „Sebi“               | slovinština                                  | 15.      | 105  |
| 11.    | Kypr               | Tamta                     | „Replay“             | angličtina                                   | 13.      | 109  |
| 12.    | Nizozemsko         | Duncan Laurence           | „Arcade“             | angličtina                                   | 1.       | 498  |
| 13.    | Řecko              | Katerine Duska            | „Better Love“        | angličtina                                   | 21.      | 74   |
| 14.    | Izrael             | Kobi Marimi               | „Home“               | angličtina                                   | 23.      | 35   |
| 15.    | Norsko             | Keiino                    | „Spirit in the Sky“  | angličtina, severní sámština                 | 6.       | 331  |
| 16.    | Spojené království | Michael Rice              | „Bigger Than Us“     | angličtina                                   | 26.      | 11   |
| 17.    | Island             | Hatari                    | „Hatrið mun sigra“   | islandština                                  | 10.      | 232  |
| 18.    | Estonsko           | Victor Crone              | „Storm“              | angličtina                                   | 20.      | 76   |
| 19.    | Bělorusko          | Zena                      | „Like It“            | angličtina                                   | 24.      | 31   |
| 20.    | Ázerbájdžán        | Chingiz                   | „Truth“              | angličtina                                   | 8.       | 302  |
| 21.    | Francie            | Bilal Hassani             | „Roi“                | francouzština, angličtina                    | 16.      | 105  |
| 22.    | Itálie             | Mahmood                   | „Soldi“              | italština, arabština                         | 2.       | 472  |
| 23.    | Srbsko             | Nevena Božović            | „Kruna“ (Круна)      | srbština, angličtina                         | 18.      | 89   |
| 24.    | Švýcarsko          | Luca Hänni                | „She Got Me“         | angličtina                                   | 4.       | 364  |
| 25.    | Austrálie          | Kate Miller-Heidke        | „Zero Gravity“       | angličtina                                   | 9.       | 284  |
| 26.    | Španělsko          | Miki                      | „La venda“           | španělština                                  | 22.      | 54   |

## Detailní výsledky

### První semifinále
| Umístění | Celkem      | Celkem | Porota      | Porota | Diváci      | Diváci |
| Umístění | Země        | Body   | Země        | Body   | Země        | Body   |
| -------- | ----------- | ------ | ----------- | ------ | ----------- | ------ |
| 1        | Austrálie   | 261    | Česko       | 157    | Island      | 151    |
| 2        | Česko       | 242    | Řecko       | 131    | Austrálie   | 140    |
| 3        | Island      | 221    | Austrálie   | 121    | Estonsko    | 133    |
| 4        | Estonsko    | 198    | Kypr        | 95     | San Marino  | 124    |
| 5        | Řecko       | 185    | Srbsko      | 91     | Slovinsko   | 93     |
| 6        | Slovinsko   | 167    | Bělorusko   | 78     | Česko       | 85     |
| 7        | Srbsko      | 156    | Slovinsko   | 74     | Srbsko      | 65     |
| 8        | San Marino  | 150    | Island      | 70     | Polsko      | 60     |
| 9        | Kypr        | 149    | Maďarsko    | 65     | Řecko       | 54     |
| 10       | Bělorusko   | 122    | Estonsko    | 65     | Kypr        | 54     |
| 11       | Polsko      | 120    | Polsko      | 60     | Bělorusko   | 44     |
| 12       | Maďarsko    | 97     | Belgie      | 50     | Portugalsko | 43     |
| 13       | Belgie      | 70     | Černá Hora  | 31     | Gruzie      | 33     |
| 14       | Gruzie      | 62     | Gruzie      | 29     | Maďarsko    | 32     |
| 15       | Portugalsko | 51     | San Marino  | 26     | Belgie      | 20     |
| 16       | Černá Hora  | 46     | Finsko      | 9      | Černá Hora  | 15     |
| 17       | Finsko      | 23     | Portugalsko | 8      | Finsko      | 14     |

| - Hlasování: - 100 % diváci - 100 % porota | - Hlasování: - 100 % diváci - 100 % porota | Celkem | Porota | Diváci | Porota | Porota     | Porota | Porota | Porota    | Porota | Porota   | Porota    | Porota | Porota | Porota | Porota    | Porota | Porota   | Porota      | Porota | Porota     | Porota  | Porota | Porota    |
| - Hlasování: - 100 % diváci - 100 % porota | - Hlasování: - 100 % diváci - 100 % porota | Celkem | Porota | Diváci | Kypr   | Černá Hora | Finsko | Polsko | Slovinsko | Česko  | Maďarsko | Bělorusko | Srbsko | Belgie | Gruzie | Austrálie | Island | Estonsko | Portugalsko | Řecko  | San Marino | Francie | Izrael | Španělsko |
| - Hlasování: - 100 % diváci - 100 % porota | - Hlasování: - 100 % diváci - 100 % porota |        |        |        |        |            |        |        |           |        |          |           |        |        |        |           |        |          |             |        |            |         |        |           |
| Země                                       | Kypr                                       | 149    | 95     | 54     |        | 8          |        | 4      | 7         | 10     |          | 4         | 8      | 3      | 5      |           | 1      | 8        | 1           | 12     | 8          | 6       | 4      | 6         |
| Země                                       | Černá Hora                                 | 46     | 31     | 15     | 4      |            |        |        |           |        |          |           | 12     |        |        |           |        |          |             | 5      | 10         |         |        |           |
| Země                                       | Finsko                                     | 23     | 9      | 14     |        |            |        | 1      |           |        |          |           |        |        |        | 2         |        |          |             | 4      |            |         |        | 2         |
| Země                                       | Polsko                                     | 120    | 60     | 60     |        |            | 10     |        | 3         | 7      | 8        | 6         | 3      |        |        | 8         |        | 7        | 3           |        |            |         | 5      |           |
| Země                                       | Slovinsko                                  | 167    | 74     | 93     | 5      | 1          | 5      | 8      |           | 12     | 3        |           | 7      |        | 7      | 4         | 5      |          | 8           | 1      | 4          |         |        | 4         |
| Země                                       | Česko                                      | 242    | 157    | 85     | 1      | 3          | 8      | 7      | 12        |        | 10       | 7         | 10     | 8      | 12     | 12        | 10     | 12       | 12          | 8      | 3          | 8       | 6      | 8         |
| Země                                       | Maďarsko                                   | 97     | 65     | 32     |        | 6          | 1      | 6      | 2         | 4      |          | 2         | 6      | 2      | 1      | 6         |        | 5        | 7           |        |            | 10      | 7      |           |
| Země                                       | Bělorusko                                  | 122    | 78     | 44     |        |            |        |        | 8         | 8      | 12       |           | 4      | 4      | 3      |           | 3      | 10       | 6           | 7      | 1          | 4       | 1      | 7         |
| Země                                       | Srbsko                                     | 156    | 91     | 65     | 6      | 7          | 3      | 10     | 5         | 6      | 7        |           |        | 5      | 6      | 3         | 6      | 6        | 4           | 6      | 5          | 3       |        | 3         |
| Země                                       | Belgium                                    | 70     | 50     | 20     | 10     |            | 2      | 3      | 6         | 3      |          |           |        |        | 2      |           | 4      |          | 10          |        | 2          |         | 3      | 5         |
| Země                                       | Gruzie                                     | 62     | 29     | 33     | 7      | 2          |        |        |           | 1      | 2        | 10        |        |        |        | 5         |        |          |             |        |            | 2       |        |           |
| Země                                       | Austrálie                                  | 261    | 121    | 140    |        | 5          | 12     | 12     |           |        | 5        | 8         | 5      | 12     | 4      |           | 12     | 1        | 2           | 10     | 6          | 7       | 8      | 12        |
| Země                                       | Island                                     | 221    | 70     | 151    | 8      | 4          | 4      | 5      | 4         |        | 1        | 1         |        | 10     |        | 10        |        | 2        |             | 2      | 7          | 12      |        |           |
| Země                                       | Estonsko                                   | 198    | 65     | 133    |        |            | 6      |        | 1         |        | 6        | 12        | 1      | 7      | 8      |           | 7      |          | 5           |        |            | 1       | 10     | 1         |
| Země                                       | Portugalsko                                | 51     | 8      | 43     | 3      |            |        | 2      |           | 2      |          |           |        | 1      |        |           |        |          |             |        |            |         |        |           |
| Země                                       | Řecko                                      | 185    | 131    | 54     | 12     | 12         | 7      |        | 10        | 5      | 4        | 5         | 2      | 6      | 10     | 7         | 8      | 4        |             |        | 12         | 5       | 12     | 10        |
| Země                                       | San Marino                                 | 150    | 26     | 124    | 2      | 10         |        |        |           |        |          | 3         |        |        |        | 1         | 2      | 3        |             | 3      |            |         | 2      |           |

| - Hlasování: - 100 % diváci - 100 % porota | - Hlasování: - 100 % diváci - 100 % porota | Celkem | Porota | Diváci | Diváci | Diváci     | Diváci | Diváci | Diváci    | Diváci | Diváci   | Diváci    | Diváci | Diváci | Diváci | Diváci    | Diváci | Diváci   | Diváci      | Diváci | Diváci     | Diváci  | Diváci | Diváci    |
| - Hlasování: - 100 % diváci - 100 % porota | - Hlasování: - 100 % diváci - 100 % porota | Celkem | Porota | Diváci | Kypr   | Černá Hora | Finsko | Polsko | Slovinsko | Česko  | Maďarsko | Bělorusko | Srbsko | Belgie | Gruzie | Austrálie | Island | Estonsko | Portugalsko | Řecko  | San Marino | Francie | Izrael | Španělsko |
| - Hlasování: - 100 % diváci - 100 % porota | - Hlasování: - 100 % diváci - 100 % porota |        |        |        |        |            |        |        |           |        |          |           |        |        |        |           |        |          |             |        |            |         |        |           |
| Země                                       | Kypr                                       | 149    | 95     | 54     |        | 4          |        |        |           | 1      | 3        |           |        | 1      | 10     | 3         |        |          | 1           | 12     | 10         |         | 8      | 1         |
| Země                                       | Černá Hora                                 | 46     | 31     | 15     |        |            |        |        | 7         |        |          |           | 8      |        |        |           |        |          |             |        |            |         |        |           |
| Země                                       | Finsko                                     | 23     | 9      | 14     |        |            |        |        |           |        |          |           |        |        |        |           | 2      | 12       |             |        |            |         |        |           |
| Země                                       | Polsko                                     | 120    | 60     | 60     |        |            | 6      |        | 1         | 7      | 6        | 5         |        | 5      |        | 5         | 8      | 2        |             |        | 5          | 8       | 2      |           |
| Země                                       | Slovinsko                                  | 167    | 74     | 93     |        | 8          | 7      | 8      |           | 5      | 7        | 8         | 10     | 3      | 5      |           | 5      | 7        | 7           | 5      | 3          | 2       |        | 3         |
| Země                                       | Česko                                      | 242    | 157    | 85     | 2      | 3          | 5      | 5      | 5         |        | 4        | 3         | 1      | 6      | 1      | 10        | 12     | 8        | 4           | 1      | 4          |         | 6      | 5         |
| Země                                       | Maďarsko                                   | 97     | 65     | 32     |        |            | 2      | 3      | 6         | 2      |          |           | 12     |        |        | 1         | 3      | 3        |             |        |            |         |        |           |
| Země                                       | Bělorusko                                  | 122    | 78     | 44     | 6      | 5          |        | 2      | 2         | 3      |          |           | 4      |        | 7      | 2         | 6      | 1        |             | 2      |            |         | 4      |           |
| Země                                       | Srbsko                                     | 156    | 91     | 65     | 5      | 12         | 1      | 4      | 12        | 4      | 2        | 4         |        |        | 3      |           |        |          | 3           | 6      | 2          | 6       | 1      |           |
| Země                                       | Belgium                                    | 70     | 50     | 20     | 3      |            |        | 1      |           |        |          |           |        |        |        |           | 1      | 4        | 2           |        |            | 5       |        | 4         |
| Země                                       | Gruzie                                     | 62     | 29     | 33     | 10     |            |        |        |           |        |          | 1         |        |        |        |           |        |          |             | 10     | 1          | 4       | 7      |           |
| Země                                       | Austrálie                                  | 261    | 121    | 140    | 4      | 7          | 8      | 10     | 4         | 10     | 5        | 10        | 7      | 10     |        |           | 10     | 5        | 10          | 8      | 6          | 7       | 12     | 7         |
| Země                                       | Island                                     | 221    | 70     | 151    | 1      | 6          | 12     | 12     | 10        | 6      | 10       | 12        | 6      | 7      | 6      | 12        |        | 6        | 8           | 7      | 7          | 10      | 3      | 10        |
| Země                                       | Estonsko                                   | 198    | 65     | 133    | 7      | 2          | 10     | 7      | 8         | 8      | 8        | 6         | 3      | 12     | 8      | 7         | 7      |          | 12          | 3      | 8          | 1       | 10     | 6         |
| Země                                       | Portugalsko                                | 51     | 8      | 43     |        |            | 3      |        |           |        |          | 2         |        | 8      | 2      | 4         |        |          |             |        |            | 12      |        | 12        |
| Země                                       | Řecko                                      | 185    | 131    | 54     | 12     | 1          |        |        |           |        | 1        |           | 2      | 4      | 4      | 8         |        |          | 5           |        | 12         | 3       |        | 2         |
| Země                                       | San Marino                                 | 150    | 26     | 124    | 8      | 10         | 4      | 6      | 3         | 12     | 12       | 7         | 5      | 2      | 12     | 6         | 4      | 10       | 6           | 4      |            |         | 5      | 8         |

#### 12 bodů
Níže je souhrn 12bodových hodnocení, která získaly jednotlivé země od porot a diváků v prvním semifinále. Tučně jsou vyznačeny země, které získaly 12 bodů od porot i diváků.
| # | Země       | 12 bodů od porot                                    |
| - | ---------- | --------------------------------------------------- |
| 5 | Austrálie  | Belgie, Finsko, Island, Polsko, Španělsko           |
| 5 | Česko      | Austrálie, Estonsko, Gruzie, Portugalsko, Slovinsko |
| 4 | Řecko      | Kypr, Izrael, Černá Hora, San Marino                |
| 1 | Bělorusko  | Maďarsko                                            |
| 1 | Kypr       | Řecko                                               |
| 1 | Estonsko   | Bělorusko                                           |
| 1 | Island     | Francie                                             |
| 1 | Černá Hora | Srbsko                                              |
| 1 | Slovinsko  | Česko                                               |

| # | Země        | 12 bodů od diváků                    |
| - | ----------- | ------------------------------------ |
| 4 | Island      | Austrálie, Bělorusko, Finsko, Polsko |
| 3 | San Marino  | Česko, Gruzie, Maďarsko              |
| 2 | Estonsko    | Belgie, Portugalsko                  |
| 2 | Řecko       | Kypr, San Marino                     |
| 2 | Portugalsko | Francie, Španělsko                   |
| 2 | Srbsko      | Černá Hora, Slovinsko                |
| 1 | Austrálie   | Izrael                               |
| 1 | Kypr        | Řecko                                |
| 1 | Česko       | Island                               |
| 1 | Finsko      | Estonsko                             |
| 1 | Maďarsko    | Srbsko                               |

### Druhé semifinále
| Umístění | Celkem            | Celkem | Porota            | Porota | Diváci            | Diváci |
| Umístění | Země              | Body   | Země              | Body   | Země              | Body   |
| -------- | ----------------- | ------ | ----------------- | ------ | ----------------- | ------ |
| 1        | Nizozemsko        | 280    | Severní Makedonie | 155    | Norsko            | 170    |
| 2        | Severní Makedonie | 239    | Švédsko           | 150    | Nizozemsko        | 140    |
| 3        | Švédsko           | 238    | Nizozemsko        | 140    | Švýcarsko         | 137    |
| 4        | Švýcarsko         | 232    | Malta             | 107    | Rusko             | 124    |
| 5        | Ázerbájdžán       | 224    | Ázerbájdžán       | 103    | Ázerbájdžán       | 121    |
| 6        | Rusko             | 217    | Švýcarsko         | 95     | Švédsko           | 88     |
| 7        | Norsko            | 210    | Rusko             | 93     | Severní Makedonie | 84     |
| 8        | Malta             | 157    | Moldavsko         | 58     | Litva             | 77     |
| 9        | Albánie           | 96     | Dánsko            | 53     | Albánie           | 58     |
| 10       | Dánsko            | 94     | Rumunsko          | 47     | Malta             | 50     |
| 11       | Litva             | 93     | Norsko            | 40     | Dánsko            | 41     |
| 12       | Moldavsko         | 85     | Albánie           | 38     | Chorvatsko        | 38     |
| 13       | Rumunsko          | 71     | Lotyšsko          | 37     | Moldavsko         | 27     |
| 14       | Chorvatsko        | 64     | Arménie           | 26     | Rumunsko          | 24     |
| 15       | Lotyšsko          | 50     | Chorvatsko        | 26     | Arménie           | 23     |
| 16       | Arménie           | 49     | Rakousko          | 21     | Lotyšsko          | 13     |
| 17       | Rakousko          | 21     | Litva             | 16     | Irsko             | 3      |
| 18       | Irsko             | 16     | Irsko             | 13     | Rakousko          | 0      |

| - Hlasování: - 100 % diváci - 100 % porota | - Hlasování: - 100 % diváci - 100 % porota | Celkem | Porota | Diváci | Porota  | Porota | Porota    | Porota    | Porota   | Porota   | Porota | Porota  | Porota   | Porota     | Porota | Porota | Porota | Porota  | Porota | Porota     | Porota            | Porota      | Porota  | Porota | Porota             |
| - Hlasování: - 100 % diváci - 100 % porota | - Hlasování: - 100 % diváci - 100 % porota | Celkem | Porota | Diváci | Arménie | Irsko  | Moldavsko | Švýcarsko | Lotyšsko | Rumunsko | Dánsko | Švédsko | Rakousko | Chorvatsko | Malta  | Litva  | Rusko  | Albánie | Norsko | Nizozemsko | Severní Makedonie | Ázerbájdžán | Německo | Itálie | Spojené království |
| - Hlasování: - 100 % diváci - 100 % porota | - Hlasování: - 100 % diváci - 100 % porota |        |        |        |         |        |           |           |          |          |        |         |          |            |        |        |        |         |        |            |                   |             |         |        |                    |
| Země                                       | Arménie                                    | 49     | 26     | 23     |         | 2      | 4         |           | 2        |          |        |         | 1        | 1          | 6      |        | 6      |         |        | 2          | 2                 |             |         |        |                    |
| Země                                       | Irsko                                      | 16     | 13     | 3      |         |        | 5         |           |          |          |        |         |          |            |        |        |        |         |        |            |                   |             |         | 8      |                    |
| Země                                       | Moldavsko                                  | 85     | 58     | 27     | 5       |        |           | 5         |          | 12       |        | 6       |          | 2          | 5      |        | 5      | 3       | 2      | 6          |                   | 3           |         |        | 4                  |
| Země                                       | Švýcarsko                                  | 232    | 95     | 137    | 6       | 10     |           |           |          | 3        | 4      | 12      | 7        | 10         |        | 5      | 2      | 5       | 8      | 8          | 5                 | 2           | 8       |        |                    |
| Země                                       | Lotyšsko                                   | 50     | 37     | 13     | 3       |        |           | 7         |          |          | 6      |         |          |            |        | 7      |        |         | 1      |            | 3                 | 5           |         | 5      |                    |
| Země                                       | Rumunsko                                   | 71     | 47     | 24     | 2       |        | 12        |           |          |          |        |         |          |            | 1      |        | 12     |         |        |            | 1                 | 8           | 4       | 2      | 5                  |
| Země                                       | Dánsko                                     | 94     | 53     | 41     |         | 3      | 1         | 2         | 7        |          |        | 2       | 4        |            |        |        | 3      |         | 5      | 3          |                   |             | 5       | 12     | 6                  |
| Země                                       | Švédsko                                    | 238    | 150    | 88     | 12      | 12     |           | 10        | 12       | 4        | 12     |         | 12       | 4          | 10     | 10     |        | 7       | 12     | 12         | 4                 |             | 7       |        | 10                 |
| Země                                       | Rakousko                                   | 21     | 21     | 0      |         |        |           |           | 1        | 1        | 2      | 8       |          |            |        | 6      |        | 1       |        |            |                   |             | 1       | 1      |                    |
| Země                                       | Chorvatsko                                 | 64     | 26     | 38     |         | 1      |           |           |          |          | 5      |         | 5        |            |        |        |        | 2       |        | 5          |                   |             |         |        | 8                  |
| Země                                       | Malta                                      | 157    | 107    | 50     | 10      | 4      | 7         | 4         | 4        | 5        |        | 4       | 2        | 6          |        | 3      | 8      | 6       | 4      | 10         | 7                 | 6           | 6       | 10     | 1                  |
| Země                                       | Litva                                      | 93     | 16     | 77     |         |        |           | 3         | 6        |          |        | 3       |          |            | 3      |        |        |         |        |            |                   | 1           |         |        |                    |
| Země                                       | Rusko                                      | 217    | 93     | 124    | 7       |        | 8         | 1         | 3        | 6        | 3      | 7       |          | 3          | 8      | 4      |        | 8       | 3      | 7          | 10                | 12          |         |        | 3                  |
| Země                                       | Albánie                                    | 96     | 38     | 58     |         |        | 2         |           |          | 2        |        |         |          | 5          |        |        | 7      |         |        |            | 12                | 7           |         | 3      |                    |
| Země                                       | Norsko                                     | 210    | 40     | 170    | 1       | 7      | 3         | 6         |          |          | 8      | 5       | 3        |            | 4      | 1      |        |         |        |            |                   |             | 2       |        |                    |
| Země                                       | Nizozemsko                                 | 280    | 140    | 140    | 4       | 8      |           | 12        | 8        | 8        | 7      | 10      | 10       | 8          | 12     | 12     | 1      | 4       | 10     |            | 6                 | 4           | 10      | 4      | 2                  |
| Země                                       | Severní Makedonie                          | 239    | 155    | 84     | 8       | 6      | 10        | 8         | 5        | 10       | 10     |         | 8        | 12         | 2      | 2      | 10     | 12      | 7      | 4          |                   | 10          | 12      | 7      | 12                 |
| Země                                       | Ázerbájdžán                                | 224    | 103    | 121    |         | 5      | 6         |           | 10       | 7        | 1      | 1       | 6        | 7          | 7      | 8      | 4      | 10      | 6      | 1          | 8                 |             | 3       | 6      | 7                  |

| - Hlasování: - 100 % diváci - 100 % porota | - Hlasování: - 100 % diváci - 100 % porota | Celkem | Porota | Diváci | Diváci  | Diváci | Diváci    | Diváci    | Diváci   | Diváci   | Diváci | Diváci  | Diváci   | Diváci     | Diváci | Diváci | Diváci | Diváci  | Diváci | Diváci     | Diváci            | Diváci      | Diváci  | Diváci | Diváci             |
| - Hlasování: - 100 % diváci - 100 % porota | - Hlasování: - 100 % diváci - 100 % porota | Celkem | Porota | Diváci | Arménie | Irsko  | Moldavsko | Švýcarsko | Lotyšsko | Rumunsko | Dánsko | Švédsko | Rakousko | Chorvatsko | Malta  | Litva  | Rusko  | Albánie | Norsko | Nizozemsko | Severní Makedonie | Ázerbájdžán | Německo | Itálie | Spojené království |
| - Hlasování: - 100 % diváci - 100 % porota | - Hlasování: - 100 % diváci - 100 % porota |        |        |        |         |        |           |           |          |          |        |         |          |            |        |        |        |         |        |            |                   |             |         |        |                    |
| Země                                       | Arménie                                    | 49     | 26     | 23     |         |        | 2         |           |          |          |        |         |          |            |        |        | 10     |         |        | 5          | 6                 |             |         |        |                    |
| Země                                       | Irsko                                      | 16     | 13     | 3      |         |        |           |           |          |          |        |         |          |            |        |        |        |         |        |            |                   |             |         |        | 3                  |
| Země                                       | Moldavsko                                  | 85     | 58     | 27     | 3       |        |           |           |          | 12       | 2      |         |          |            |        |        | 5      |         |        |            |                   |             |         | 5      |                    |
| Země                                       | Švýcarsko                                  | 232    | 95     | 137    | 8       | 6      | 6         |           | 3        | 7        | 6      | 4       | 12       | 8          | 12     | 4      | 4      | 6       | 7      | 8          | 2                 | 10          | 12      | 6      | 6                  |
| Země                                       | Lotyšsko                                   | 50     | 37     | 13     |         |        | 1         |           |          |          |        |         |          |            |        | 12     |        |         |        |            |                   |             |         |        |                    |
| Země                                       | Rumunsko                                   | 71     | 47     | 24     |         | 1      | 12        |           |          |          |        |         |          |            |        |        |        |         |        |            |                   |             |         | 10     | 1                  |
| Země                                       | Dánsko                                     | 94     | 53     | 41     | 1       | 2      |           | 2         | 5        |          |        | 10      | 2        | 1          | 2      | 3      |        | 1       | 8      | 4          |                   |             |         |        |                    |
| Země                                       | Švédsko                                    | 238    | 150    | 88     | 4       | 5      |           | 8         | 4        | 1        | 10     |         | 1        | 4          | 7      | 5      | 2      | 4       | 10     | 10         | 1                 | 3           | 5       |        | 4                  |
| Země                                       | Rakousko                                   | 21     | 21     | 0      |         |        |           |           |          |          |        |         |          |            |        |        |        |         |        |            |                   |             |         |        |                    |
| Země                                       | Chorvatsko                                 | 64     | 26     | 38     | 2       |        |           | 5         | 1        |          |        | 1       | 8        |            | 1      |        | 3      | 3       |        |            | 10                | 1           | 3       |        |                    |
| Země                                       | Malta                                      | 157    | 107    | 50     | 7       | 4      | 3         |           | 2        | 2        | 5      |         |          | 2          |        | 1      |        |         | 3      | 1          | 4                 | 6           |         | 2      | 8                  |
| Země                                       | Litva                                      | 93     | 16     | 77     |         | 12     | 5         | 1         | 10       |          | 4      | 7       |          |            | 3      |        | 1      | 5       | 12     | 2          |                   | 2           | 1       |        | 12                 |
| Země                                       | Rusko                                      | 217    | 93     | 124    | 12      | 7      | 10        | 3         | 12       | 8        | 3      | 3       | 4        | 3          | 5      | 10     |        | 2       | 4      | 3          | 7                 | 12          | 7       | 7      | 2                  |
| Země                                       | Albánie                                    | 96     | 38     | 58     |         |        |           | 12        |          | 3        |        | 2       | 3        | 6          |        |        |        |         | 2      |            | 12                | 4           | 2       | 12     |                    |
| Země                                       | Norsko                                     | 210    | 40     | 170    | 5       | 10     | 4         | 10        | 8        | 5        | 12     | 12      | 10       | 10         | 8      | 8      | 8      | 12      |        | 12         | 3                 | 5           | 10      | 8      | 10                 |
| Země                                       | Nizozemsko                                 | 280    | 140    | 140    | 10      | 8      | 7         | 6         | 7        | 6        | 8      | 5       | 6        | 7          | 10     | 6      | 7      | 10      | 5      |            | 8                 | 8           | 8       | 3      | 5                  |
| Země                                       | Severní Makedonie                          | 239    | 155    | 84     | 6       |        |           | 7         |          | 4        | 1      | 6       | 5        | 12         | 6      | 2      | 6      | 8       | 1      | 6          |                   | 7           | 6       | 1      |                    |
| Země                                       | Ázerbájdžán                                | 224    | 103    | 121    |         | 3      | 8         | 4         | 6        | 10       | 7      | 8       | 7        | 5          | 4      | 7      | 12     | 7       | 6      | 7          | 5                 |             | 4       | 4      | 7                  |

#### 12 bodů
Níže je souhrn 12bodových hodnocení, která získaly jednotlivé země od porot a diváků ve druhém semifinále. Tučně jsou vyznačeny země, které získaly 12 bodů od porot i diváků.
| # | Země              | 12 bodů od porot                                               |
| - | ----------------- | -------------------------------------------------------------- |
| 7 | Švédsko           | Arménie, Rakousko, Dánsko, Irsko, Lotyšsko, Nizozemsko, Norsko |
| 4 | Severní Makedonie | Albánie, Chorvatsko, Německo, Spojené království               |
| 3 | Nizozemsko        | Litva, Malta, Švýcarsko                                        |
| 2 | Rumunsko          | Moldavsko, Rusko                                               |
| 1 | Albánie           | Severní Makedonie                                              |
| 1 | Dánsko            | Itálie                                                         |
| 1 | Moldavsko         | Rumunsko                                                       |
| 1 | Rusko             | Ázerbájdžán                                                    |
| 1 | Švýcarsko         | Švédsko                                                        |

| # | Země              | 12 bodů od diváků                    |
| - | ----------------- | ------------------------------------ |
| 4 | Norsko            | Albánie, Dánsko, Nizozemsko, Švédsko |
| 3 | Albánie           | Itálie, Severní Makedonie, Švýcarsko |
| 3 | Litva             | Irsko, Norsko, Spojené království    |
| 3 | Rusko             | Arménie, Ázerbájdžán, Lotyšsko       |
| 3 | Švýcarsko         | Rakousko, Německo, Malta             |
| 1 | Ázerbájdžán       | Rusko                                |
| 1 | Lotyšsko          | Litva                                |
| 1 | Moldavsko         | Rumunsko                             |
| 1 | Severní Makedonie | Chorvatsko                           |
| 1 | Rumunsko          | Moldavsko                            |

### Finále
| Umístění | Celkem             | Celkem | Porota             | Porota | Diváci             | Diváci |
| Umístění | Země               | Body   | Země               | Body   | Země               | Body   |
| -------- | ------------------ | ------ | ------------------ | ------ | ------------------ | ------ |
| 1        | Nizozemsko         | 498    | Severní Makedonie  | 247    | Norsko             | 291    |
| 2        | Itálie             | 472    | Švédsko            | 241    | Nizozemsko         | 261    |
| 3        | Rusko              | 370    | Nizozemsko         | 237    | Itálie             | 253    |
| 4        | Švýcarsko          | 364    | Itálie             | 219    | Rusko              | 244    |
| 5        | Švédsko            | 334    | Ázerbájdžán        | 202    | Švýcarsko          | 212    |
| 6        | Norsko             | 331    | Austrálie          | 153    | Island             | 186    |
| 7        | Severní Makedonie  | 305    | Švýcarsko          | 152    | Austrálie          | 131    |
| 8        | Ázerbájdžán        | 302    | Česko              | 150    | Ázerbájdžán        | 100    |
| 9        | Austrálie          | 284    | Rusko              | 126    | Švédsko            | 93     |
| 10       | Island             | 232    | Malta              | 87     | San Marino         | 65     |
| 11       | Česko              | 157    | Kypr               | 77     | Slovinsko          | 59     |
| 12       | Dánsko             | 120    | Dánsko             | 69     | Severní Makedonie  | 58     |
| 13       | Kypr               | 109    | Francie            | 67     | Srbsko             | 54     |
| 14       | Malta              | 107    | Řecko              | 50     | Španělsko          | 53     |
| 15       | Slovinsko          | 105    | Slovinsko          | 46     | Dánsko             | 51     |
| 16       | Francie            | 105    | Island             | 46     | Estonsko           | 48     |
| 17       | Albánie            | 90     | Albánie            | 43     | Albánie            | 47     |
| 18       | Srbsko             | 89     | Norsko             | 40     | Francie            | 38     |
| 19       | San Marino         | 77     | Srbsko             | 35     | Izrael             | 35     |
| 20       | Estonsko           | 76     | Estonsko           | 28     | Kypr               | 32     |
| 21       | Řecko              | 74     | Německo            | 24     | Řecko              | 24     |
| 22       | Španělsko          | 54     | Bělorusko          | 18     | Malta              | 20     |
| 23       | Izrael             | 35     | San Marino         | 12     | Bělorusko          | 13     |
| 24       | Bělorusko          | 31     | Spojené království | 8      | Česko              | 7      |
| 25       | Německo            | 24     | Španělsko          | 1      | Spojené království | 3      |
| 26       | Spojené království | 11     | Izrael             | 0      | Německo            | 0      |

| - Hlasování: - 100 % diváci - 100 % porota | - Hlasování: - 100 % diváci - 100 % porota | Celkem | Porota | Diváci | Porota      | Porota      | Porota | Porota            | Porota     | Porota     | Porota     | Porota   | Porota | Porota | Porota    | Porota   | Porota             | Porota | Porota  | Porota   | Porota    | Porota | Porota    | Porota  | Porota   | Porota | Porota    | Porota | Porota  | Porota | Porota  | Porota     | Porota | Porota | Porota | Porota | Porota | Porota   | Porota | Porota | Porota  | Porota | Porota    | Porota    | Porota |
| - Hlasování: - 100 % diváci - 100 % porota | - Hlasování: - 100 % diváci - 100 % porota | Celkem | Porota | Diváci | Portugalsko | Ázerbájdžán | Malta  | Severní Makedonie | San Marino | Nizozemsko | Černá Hora | Estonsko | Polsko | Norsko | Španělsko | Rakousko | Spojené království | Itálie | Albánie | Maďarsko | Moldavsko | Irsko  | Bělorusko | Arménie | Rumunsko | Kypr   | Austrálie | Rusko  | Německo | Belgie | Švédsko | Chorvatsko | Litva  | Srbsko | Island | Gruzie | Řecko  | Lotyšsko | Česko  | Dánsko | Francie | Finsko | Švýcarsko | Slovinsko | Izrael |
| - Hlasování: - 100 % diváci - 100 % porota | - Hlasování: - 100 % diváci - 100 % porota |        |        |        |             |             |        |                   |            |            |            |          |        |        |           |          |                    |        |         |          |           |        |           |         |          |        |           |        |         |        |         |            |        |        |        |        |        |          |        |        |         |        |           |           |        |
| Země                                       | Malta                                      | 107    | 87     | 20     |             | 10          |        | 5                 |            | 8          | 6          |          | 4      |        |           |          |                    | 8      |         |          | 1         |        | 12        | 4       |          | 3      |           | 6      | 3       |        | 2       |            |        |        |        |        | 5      | 1        | 3      |        |         | 1      |           | 1         | 4      |
| Země                                       | Albánie                                    | 90     | 43     | 47     |             | 7           | 2      | 8                 | 7          |            | 8          |          |        |        |           |          |                    | 1      |         |          |           |        |           |         | 2        | 2      |           | 3      |         |        |         |            |        |        |        |        | 3      |          |        |        |         |        |           |           |        |
| Země                                       | Česko                                      | 157    | 150    | 7      | 10          |             |        |                   |            | 4          | 1          | 8        |        | 12     | 6         | 3        | 1                  | 4      |         | 12       | 8         |        |           | 3       | 8        |        | 5         |        |         | 5      | 1       | 7          | 7      | 4      | 6      | 12     |        | 3        |        |        | 3       | 4      |           | 12        | 1      |
| Země                                       | Německo                                    | 24     | 24     | 0      |             |             |        |                   |            |            |            |          |        |        |           |          |                    |        |         |          |           | 2      |           |         |          |        | 3         |        |         |        |         |            | 5      |        |        |        |        |          |        | 8      |         |        | 6         |           |        |
| Země                                       | Rusko                                      | 370    | 126    | 244    |             | 12          | 10     | 6                 | 10         | 5          | 10         | 6        |        |        | 2         |          | 4                  |        | 1       |          | 5         | 3      | 1         | 5       | 6        | 10     | 4         |        |         |        | 3       | 2          | 1      |        |        |        | 10     | 4        |        | 3      |         |        | 3         |           |        |
| Země                                       | Dánsko                                     | 120    | 69     | 51     |             |             |        |                   |            | 7          | 3          | 2        | 5      | 4      |           |          | 3                  | 12     |         | 6        | 4         |        |           |         |          |        |           |        | 1       | 1      |         |            |        | 2      |        | 7      |        | 7        |        |        | 1       |        |           | 4         |        |
| Země                                       | San Marino                                 | 77     | 12     | 65     |             |             | 1      |                   |            |            |            |          |        |        |           |          |                    |        |         |          |           |        |           |         |          |        |           | 5      |         |        |         |            |        |        |        |        | 6      |          |        |        |         |        |           |           |        |
| Země                                       | Severní Makedonie                          | 305    | 247    | 58     | 5           | 8           | 3      |                   | 1          | 3          | 7          |          | 8      | 10     |           | 12       | 12                 | 10     | 12      | 10       | 12        | 5      | 10        | 10      | 7        |        | 7         | 4      | 7       |        |         | 10         |        | 12     | 8      |        | 1      | 8        | 7      | 10     | 7       | 7      | 12        | 2         |        |
| Země                                       | Švédsko                                    | 334    | 241    | 93     | 2           |             | 5      |                   |            | 12         |            | 12       |        | 8      | 12        | 6        | 10                 | 2      | 6       | 4        | 2         | 12     | 2         | 12      | 1        | 7      | 12        |        | 2       |        |         | 5          | 8      | 8      | 12     | 2      |        | 10       | 12     | 12     | 10      | 12     | 8         | 7         | 6      |
| Země                                       | Slovinsko                                  | 105    | 46     | 59     | 3           | 4           |        |                   |            |            |            |          | 10     |        | 1         |          |                    |        |         |          |           |        |           |         |          |        |           |        |         |        |         |            | 4      |        |        | 4      | 4      |          | 10     |        |         | 6      |           |           |        |
| Země                                       | Kypr                                       | 109    | 77     | 32     |             | 3           | 6      | 1                 | 5          | 1          | 5          |          |        | 1      | 5         |          |                    |        | 7       |          |           |        | 8         |         |          |        |           | 8      |         | 2      | 7       |            |        |        |        | 6      | 12     |          |        |        |         |        |           |           |        |
| Země                                       | Nizozemsko                                 | 498    | 237    | 261    | 12          |             | 7      | 7                 | 3          |            |            | 7        |        | 7      | 8         | 8        | 6                  |        |         | 1        | 3         | 8      | 6         | 6       | 5        | 5      | 6         |        | 8       | 6      | 12      | 6          | 12     |        | 7      | 8      |        | 12       | 6      | 7      | 12      | 8      | 10        | 6         | 12     |
| Země                                       | Řecko                                      | 74     | 50     | 24     |             | 6           | 4      |                   | 8          |            |            |          |        |        |           |          |                    |        | 4       |          |           |        | 3         |         |          | 12     |           | 10     |         | 3      |         |            |        |        |        |        |        |          |        |        |         |        |           |           |        |
| Země                                       | Izrael                                     | 35     | 0      | 35     |             |             |        |                   |            |            |            |          |        |        |           |          |                    |        |         |          |           |        |           |         |          |        |           |        |         |        |         |            |        |        |        |        |        |          |        |        |         |        |           |           |        |
| Země                                       | Norsko                                     | 331    | 40     | 291    | 4           |             |        |                   |            |            |            |          | 1      |        |           | 1        |                    |        |         |          | 7         | 6      |           |         |          |        |           |        | 5       |        | 4       |            |        |        |        |        |        |          |        | 5      |         |        | 7         |           |        |
| Země                                       | Spojené království                         | 11     | 8      | 3      |             |             |        |                   |            |            |            |          |        | 2      |           |          |                    |        |         | 2        |           |        |           | 2       |          |        |           |        |         |        |         |            |        |        |        | 1      |        |          |        |        |         |        | 1         |           |        |
| Země                                       | Island                                     | 232    | 46     | 186    |             |             |        | 2                 | 6          |            |            |          | 3      |        |           |          |                    |        |         |          |           |        |           |         |          |        | 8         | 2      |         | 10     |         |            | 6      |        |        |        |        |          | 4      |        | 5       |        |           |           |        |
| Země                                       | Estonsko                                   | 76     | 28     | 48     |             |             |        |                   |            |            |            |          |        |        |           |          |                    | 5      |         |          |           |        |           |         |          |        |           |        |         |        |         | 1          |        | 6      |        |        |        | 5        | 1      | 2      |         |        |           |           | 8      |
| Země                                       | Bělorusko                                  | 31     | 18     | 13     |             | 1           |        |                   |            |            |            | 1        |        |        |           |          |                    |        |         | 8        |           |        |           | 1       |          |        |           | 7      |         |        |         |            |        |        |        |        |        |          |        |        |         |        |           |           |        |
| Země                                       | Ázerbájdžán                                | 302    | 202    | 100    | 8           |             | 8      | 4                 | 4          |            |            | 5        | 2      | 5      | 7         | 4        | 7                  | 7      | 8       | 5        | 6         | 7      | 5         |         | 10       | 6      | 2         | 12     |         |        | 5       |            | 10     | 3      | 4      | 10     | 8      | 6        | 5      | 4      | 6       | 2      |           | 10        | 7      |
| Země                                       | Francie                                    | 105    | 67     | 38     |             |             |        |                   |            |            |            | 3        | 6      |        |           | 5        | 2                  | 3      | 3       |          |           |        |           |         |          | 4      | 10        |        | 4       | 8      |         | 3          |        | 1      | 1      | 5      |        |          | 2      |        |         |        | 2         | 3         | 2      |
| Země                                       | Itálie                                     | 472    | 219    | 253    | 6           | 5           | 12     | 12                | 12         | 6          | 2          |          |        | 3      | 4         | 7        |                    |        | 5       | 7        |           | 1      | 7         | 8       |          | 8      |           |        | 12      | 12     | 8       | 12         | 3      | 10     | 3      |        | 7      | 2        | 8      | 1      | 8       | 5      | 5         | 8         | 10     |
| Země                                       | Srbsko                                     | 89     | 35     | 54     |             |             |        |                   |            |            | 12         | 4        | 7      |        |           | 2        |                    |        |         |          |           |        |           |         | 3        |        | 1         |        |         |        |         | 4          |        |        | 2      |        |        |          |        |        |         |        |           |           |        |
| Země                                       | Švýcarsko                                  | 364    | 152    | 212    | 1           |             |        | 3                 | 2          | 10         |            | 10       |        | 6      | 3         | 10       | 5                  |        | 10      | 3        |           | 10     | 4         | 7       | 4        | 1      |           |        | 6       | 7      | 10      | 8          |        | 5      | 5      | 3      |        |          |        | 6      | 2       | 3      |           | 5         | 3      |
| Země                                       | Austrálie                                  | 284    | 153    | 131    | 7           | 2           |        | 10                |            | 2          | 4          |          | 12     |        | 10        |          | 8                  | 6      | 2       |          | 10        | 4      |           |         | 12       |        |           |        | 10      | 4      | 6       |            | 2      | 7      | 10     |        | 2      |          |        |        | 4       | 10     | 4         |           | 5      |
| Země                                       | Španělsko                                  | 54     | 1      | 53     |             |             |        |                   |            |            |            |          |        |        |           |          |                    |        |         |          |           |        |           |         |          |        |           | 1      |         |        |         |            |        |        |        |        |        |          |        |        |         |        |           |           |        |

| - Hlasování: - 100 % diváci - 100 % porota | - Hlasování: - 100 % diváci - 100 % porota | Celkem | Porota | Diváci | Diváci      | Diváci      | Diváci | Diváci            | Diváci     | Diváci     | Diváci     | Diváci   | Diváci | Diváci | Diváci    | Diváci   | Diváci             | Diváci | Diváci  | Diváci   | Diváci    | Diváci | Diváci    | Diváci  | Diváci   | Diváci | Diváci    | Diváci | Diváci  | Diváci | Diváci  | Diváci     | Diváci | Diváci | Diváci | Diváci | Diváci | Diváci   | Diváci | Diváci | Diváci  | Diváci | Diváci    | Diváci    | Diváci |
| - Hlasování: - 100 % diváci - 100 % porota | - Hlasování: - 100 % diváci - 100 % porota | Celkem | Porota | Diváci | Portugalsko | Ázerbájdžán | Malta  | Severní Makedonie | San Marino | Nizozemsko | Černá Hora | Estonsko | Polsko | Norsko | Španělsko | Rakousko | Spojené království | Itálie | Albánie | Maďarsko | Moldavsko | Irsko  | Bělorusko | Arménie | Rumunsko | Kypr   | Austrálie | Rusko  | Německo | Belgie | Švédsko | Chorvatsko | Litva  | Srbsko | Island | Gruzie | Řecko  | Lotyšsko | Česko  | Dánsko | Francie | Finsko | Švýcarsko | Slovinsko | Izrael |
| - Hlasování: - 100 % diváci - 100 % porota | - Hlasování: - 100 % diváci - 100 % porota |        |        |        |             |             |        |                   |            |            |            |          |        |        |           |          |                    |        |         |          |           |        |           |         |          |        |           |        |         |        |         |            |        |        |        |        |        |          |        |        |         |        |           |           |        |
| Země                                       | Malta                                      | 107    | 87     | 20     |             | 4           |        | 6                 |            |            |            |          |        |        |           |          |                    |        |         |          |           |        |           | 6       |          |        | 4         |        |         |        |         |            |        |        |        |        |        |          |        |        |         |        |           |           |        |
| Země                                       | Albánie                                    | 90     | 43     | 47     |             |             |        | 12                |            |            | 7          |          |        |        |           |          |                    | 12     |         |          |           |        |           |         |          |        |           |        |         |        |         | 1          |        |        |        |        | 5      |          |        |        |         |        | 10        |           |        |
| Země                                       | Česko                                      | 157    | 150    | 7      |             |             |        |                   |            |            |            |          | 1      |        |           |          |                    |        |         |          | 2         |        |           |         |          |        | 2         |        |         |        |         |            |        |        | 2      |        |        |          |        |        |         |        |           |           |        |
| Země                                       | Německo                                    | 24     | 24     | 0      |             |             |        |                   |            |            |            |          |        |        |           |          |                    |        |         |          |           |        |           |         |          |        |           |        |         |        |         |            |        |        |        |        |        |          |        |        |         |        |           |           |        |
| Země                                       | Rusko                                      | 370    | 126    | 244    | 10          | 12          | 4      |                   | 12         |            | 10         | 12       | 3      | 1      | 2         | 5        |                    | 8      | 12      | 7        | 12        | 5      | 12        | 12      | 7        | 10     |           |        | 8       | 1      |         |            | 12     | 8      |        | 8      | 8      | 12       | 12     |        | 3       | 4      |           |           | 12     |
| Země                                       | Dánsko                                     | 120    | 69     | 51     | 1           |             |        |                   |            | 5          |            | 6        |        | 5      |           |          | 6                  | 4      |         |          |           |        |           |         |          |        |           |        | 4       |        | 7       |            |        |        | 4      |        |        |          |        |        | 4       |        | 1         | 3         | 1      |
| Země                                       | San Marino                                 | 77     | 12     | 65     |             | 10          |        | 8                 |            |            | 8          |          |        |        |           |          |                    |        | 10      | 6        | 8         |        | 1         |         |          |        |           |        |         |        |         | 2          |        | 1      | 1      | 10     |        |          |        |        |         |        |           |           |        |
| Země                                       | Severní Makedonie                          | 305    | 247    | 58     |             | 3           | 5      |                   |            | 1          | 6          |          |        |        |           |          |                    |        | 6       |          |           |        |           |         |          |        |           |        |         |        | 2       | 7          |        | 12     |        | 2      |        |          |        |        |         |        | 2         | 12        |        |
| Země                                       | Švédsko                                    | 334    | 241    | 93     |             |             | 6      |                   |            | 8          |            | 3        |        | 12     | 6         |          | 5                  |        |         |          |           | 2      |           | 2       |          |        | 8         |        | 1       | 2      |         |            | 3      |        | 8      | 6      |        |          |        | 10     |         | 7      | 4         |           |        |
| Země                                       | Slovinsko                                  | 105    | 46     | 59     |             |             |        | 2                 |            |            | 4          | 7        | 4      |        |           | 2        |                    |        |         | 3        |           |        | 5         |         |          |        |           | 6      | 3       |        |         | 10         |        | 10     |        |        |        | 2        |        |        |         | 1      |           |           |        |
| Země                                       | Kypr                                       | 109    | 77     | 32     |             |             |        |                   | 7          |            |            |          |        |        |           |          | 1                  |        |         |          |           |        |           |         |          |        |           |        |         |        |         |            |        |        |        | 12     | 12     |          |        |        |         |        |           |           |        |
| Země                                       | Nizozemsko                                 | 498    | 237    | 261    | 8           | 7           | 10     | 7                 | 6          |            | 1          | 8        | 10     | 8      | 8         | 7        | 4                  | 5      | 7       | 8        | 6         | 8      | 10        | 10      | 12       | 6      | 6         | 5      | 7       | 12     | 6       | 4          | 7      | 3      | 5      | 5      | 6      | 5        | 4      | 7      | 5       | 5      | 6         | 5         | 2      |
| Země                                       | Řecko                                      | 74     | 50     | 24     |             |             |        |                   | 10         |            |            |          |        |        |           |          |                    |        | 2       |          |           |        |           |         |          | 12     |           |        |         |        |         |            |        |        |        |        |        |          |        |        |         |        |           |           |        |
| Země                                       | Izrael                                     | 35     | 0      | 35     |             |             |        |                   | 1          |            |            |          |        |        |           |          |                    |        |         |          | 7         |        |           |         | 3        | 5      |           |        |         |        |         |            |        |        |        | 4      |        |          | 3      |        | 12      |        |           |           |        |
| Země                                       | Norsko                                     | 331    | 40     | 291    | 6           | 1           | 7      | 5                 | 3          | 12         |            | 10       | 8      |        | 7         | 8        | 12                 | 10     | 5       | 10       | 3         | 12     | 8         | 5       | 4        | 1      | 12        | 10     | 12      | 7      | 12      | 5          | 8      | 4      | 12     |        |        | 8        | 10     | 12     | 8       | 10     | 8         | 6         | 10     |
| Země                                       | Spojené království                         | 11     | 8      | 3      |             |             |        |                   |            |            |            |          |        |        |           |          |                    |        |         |          |           | 3      |           |         |          |        |           |        |         |        |         |            |        |        |        |        |        |          |        |        |         |        |           |           |        |
| Země                                       | Island                                     | 232    | 46     | 186    | 3           |             | 1      |                   | 2          | 7          | 2          | 5        | 12     | 10     | 3         | 6        | 8                  | 7      |         | 12       | 1         | 6      | 7         | 3       | 5        |        | 10        | 7      | 2       | 3      | 8       | 3          | 6      | 5      |        | 3      | 2      | 7        | 6      | 4      | 1       | 12     |           | 7         |        |
| Země                                       | Estonsko                                   | 76     | 28     | 48     |             |             |        |                   |            |            |            |          |        | 2      |           |          |                    |        |         |          |           | 1      |           |         |          |        |           |        |         |        | 10      |            | 4      |        | 3      |        |        | 10       | 1      | 8      |         | 8      |           | 1         |        |
| Země                                       | Bělorusko                                  | 31     | 18     | 13     |             | 5           |        |                   |            |            |            |          |        |        |           |          |                    |        |         |          |           |        |           |         |          |        |           | 8      |         |        |         |            |        |        |        |        |        |          |        |        |         |        |           |           |        |
| Země                                       | Ázerbájdžán                                | 302    | 202    | 100    |             |             | 2      | 1                 | 4          | 4          | 3          | 1        | 2      | 3      | 1         | 1        | 3                  | 1      | 3       | 2        | 10        |        | 6         |         | 6        |        | 1         | 12     |         |        | 3       |            | 5      |        |        | 7      |        | 4        | 7      | 5      |         |        |           |           | 3      |
| Země                                       | Francie                                    | 105    | 67     | 38     | 2           |             |        |                   |            |            |            |          |        |        | 4         |          |                    | 2      |         | 1        |           |        |           | 4       | 1        | 3      | 3         |        |         | 10     |         |            |        |        |        |        | 1      |          |        |        |         |        | 3         |           | 4      |
| Země                                       | Itálie                                     | 472    | 219    | 253    | 7           | 6           | 12     | 3                 | 8          | 10         | 5          |          | 7      | 7      | 12        | 10       |                    |        | 8       | 4        | 5         | 4      | 3         | 7       | 8        | 8      | 5         | 1      | 6       | 8      | 4       | 12         | 10     | 7      | 6      | 1      | 10     | 3        | 2      | 3      | 10      | 3      | 12        | 8         | 8      |
| Země                                       | Srbsko                                     | 89     | 35     | 54     |             |             |        | 10                |            |            | 12         |          |        |        |           | 4        |                    |        |         |          |           |        |           |         |          |        |           | 3      |         |        |         | 8          |        |        |        |        |        |          |        |        |         |        | 7         | 10        |        |
| Země                                       | Švýcarsko                                  | 364    | 152    | 212    | 5           | 8           | 8      | 4                 | 5          | 6          |            | 4        | 5      | 6      | 10        | 12       | 7                  | 3      | 4       | 5        | 4         | 7      | 4         | 8       | 10       | 7      | 7         | 2      | 10      | 5      | 1       | 6          | 2      | 6      | 7      |        | 7      | 1        | 5      | 6      | 2       | 2      |           | 4         | 7      |
| Země                                       | Austrálie                                  | 284    | 153    | 131    | 4           |             | 3      |                   |            | 2          |            | 2        | 6      | 4      | 5         | 3        | 10                 | 6      | 1       |          |           | 10     | 2         | 1       | 2        | 2      |           | 4      | 5       | 4      | 5       |            | 1      |        | 10     |        | 3      | 6        | 8      | 2      | 6       | 6      |           | 2         | 6      |
| Země                                       | Španělsko                                  | 54     | 1      | 53     | 12          | 2           |        |                   |            | 3          |            |          |        |        |           |          | 2                  |        |         |          |           |        |           |         |          | 4      |           |        |         | 6      |         |            |        | 2      |        |        | 4      |          |        | 1      | 7       |        | 5         |           | 5      |

#### 12 bodů
Níže je souhrn 12bodových hodnocení, která získaly jednotlivé země od porot a diváků ve finále. Tučně jsou vyznačeny země, které získaly 12 bodů od porot i diváků.
| #  | Země              | 12 bodů od porot                                                                          |
| -- | ----------------- | ----------------------------------------------------------------------------------------- |
| 10 | Švédsko           | Arménie, Austrálie, Česko, Dánsko, Estonsko, Finsko, Island, Irsko, Nizozemsko, Španělsko |
| 6  | Itálie            | Belgie, Chorvatsko, Německo, Malta, Severní Makedonie, San Marino                         |
| 6  | Nizozemsko        | Francie, Izrael, Lotyšsko, Litva, Portugalsko, Švédsko                                    |
| 6  | Severní Makedonie | Albánie, Rakousko, Moldavsko, Srbsko, Švýcarsko, Spojené království                       |
| 4  | Česko             | Gruzie, Maďarsko, Norsko, Slovinsko                                                       |
| 2  | Austrálie         | Polsko, Rumunsko                                                                          |
| 1  | Ázerbájdžán       | Rusko                                                                                     |
| 1  | Kypr              | Řecko                                                                                     |
| 1  | Dánsko            | Itálie                                                                                    |
| 1  | Řecko             | Kypr                                                                                      |
| 1  | Malta             | Bělorusko                                                                                 |
| 1  | Rusko             | Ázerbájdžán                                                                               |
| 1  | Srbsko            | Černá Hora                                                                                |

| #  | Země              | 12 bodů od diváků                                                                                         |
| -- | ----------------- | --- |
| 11 | Rusko             | Albánie, Arménie, Ázerbájdžán, Bělorusko, Česko, Estonsko, Izrael, Lotyšsko, Litva, Moldavsko, San Marino |
| 8  | Norsko            | Austrálie, Dánsko, Německo, Island, Irsko, Nizozemsko, Švédsko, Spojené království                        |
| 4  | Itálie            | Chorvatsko, Malta, Španělsko, Švýcarsko                                                                   |
| 3  | Island            | Finsko, Maďarsko, Polsko                                                                                  |
| 2  | Albánie           | Itálie, Severní Makedonie                                                                                 |
| 2  | Kypr              | Gruzie, Řecko                                                                                             |
| 2  | Nizozemsko        | Belgie, Rumunsko                                                                                          |
| 2  | Severní Makedonie | Srbsko, Slovinsko                                                                                         |
| 1  | Ázerbájdžán       | Rusko |
| 1  | Řecko             | Kypr |
| 1  | Izrael            | Francie                                                                                                   |
| 1  | Srbsko            | Černá Hora                                                                                                |
| 1  | Španělsko         | Portugalsko                                                                                               |
| 1  | Švédsko           | Norsko |
| 1  | Švýcarsko         | Rakousko                                                                                                  |

## Další země
Podmínkou pro účast na soutěži je aktivní členství v Evropské vysílací unii a daný stát je tak schopný soutěž vysílat. Unie poslala všem 56 aktivním členům oficiální pozvánku do soutěže.

### Aktivní členové EVU
- Andorra: V řadě již pojedenácté země účast na Eurovizi odmítla 19. května 2018. Národní vysílatel Ràdio i Televisió d'Andorra (RTVA), který by soutěž organizoval, je totiž závislý na finanční podpoře andorrské vlády, potřebné prostředky se však nedostavují. Andorra se soutěže účastnila naposledy v roce 2009, kdy se od svého debutu o 6 let dříve ani jednou neprobojovala do finále a účast na soutěži byla příliš nákladná.
- Bosna a Hercegovina: Veřejnoprávní vysílací společnost Bosanskohercegovačka radiotelevizija (BHRT) 25. května 2018 oznámila, že se kvůli sankcím udělených Evropskou vysílací unií (EVU) z důvodu neuhrazených dluhů Eurovize 2019 nebude účastnit.
- Bulharsko: Přestože země nejdříve účast přislíbila, 13. října oznámila Bulharská národní televize (BNT), že se řada členů bulharské eurovizní delegace přesunula na jiné projekty. O dva dny později uvedla, že kvůli finančním potížím ze soutěže odstupuje. Stalo se tak po třech velmi úspěšných reprezentacích mezi roky 2016 a 2018. V reakci na to vznikla internetová petice požadující návrat balkánské země na Eurovizi.
- Lucembursko: Neúčast této země potvrdil lucemburský vysílatel RTL Télé Lëtzebuerg (RTL) 21. července 2018. Lucembursko se soutěže naposledy zúčastnilo v roce 1993.
- Monako: Neúčast na soutěži oznámil vysílatel Télé Monte Carlo (TMC) 21. srpna 2018. Monako se soutěže zúčastnilo naposledy v roce 2006.
- Slovensko: Společnost Rozhlas a televízia Slovenska (RTVS) účast na Eurovizi 2019 odmítla 31. května 2018 z důvodu finančních problémů.[5]
- Turecko: Přestože turecký vysílatel Türkiye Radyo Televizyon Kurumu (TRT) nevydal žádné oficiální prohlášení ohledně účasti na Eurovizi 2019, turecký premiér Binali Yildirim uvedl, že země nemá v plánu se na soutěž vrátit.

### Přidružení členové EVU
- Kazachstán: 22. prosince 2017 bylo uvedeno, že televize Channel 31 završila vyjednávání s Evropskou vysílací unií (EVU) a bude moci na tomto ročníku debutovat. Pochyby o těchto informacích však vyvolalo prohlášení samotné EVU, že Channel 31 sice vyjádřila zájem o členství v Unii a tím tak účast na Eurovizi, ale jelikož není členem Evropské vysílací oblasti a Rady Evropy, nemůže o členství v EVU zažádat. 25. července 2018 však Kazachstán potvrdil svojí účast na dětské verzi soutěže, Junior Eurovision Song Contest 2018, podle čehož lze soudit, že by měl právo zúčastnit se i původní verze Eurovize v roce 2019.

### Nečlenské země EVU
- Lichtenštejnsko: Národní vysílatel 1 FL TV 4. listopadu 2017 uvedl, že by rád debutoval na Eurovizi 2019, a že dokončují svoji přihlášku do Evropské vysílací unie (EVU). V plánu bylo také uspořádat národní výběrové kolo s názvem Liechtenstein Music Contest, které by mělo být otevřené „všem formám hudby“. 20. července 2018 však EVU přišla s informací, že Lichtenštejnsko žádnou přihlášku neposlalo. 26. července následně televize 1 FL TV tuto informaci potvrdila a taktéž uvedla, že na Eurovizi 2019 debutovat nebude. Stalo se tak kvůli náhlé smrti ředitele televize, Petera Kölbela.
- Kosovo: Vzhledem k pouhému částečnému uznání země je situace s účastí na soutěže komplikovanější. Dle zásad EVU se stát mohl účastnit na předchozím ročníku v Lisabonu, protože Portugalsko Kosovo uznává jako nezávislý stát. Izrael Kosovo oficiálně neuznává, vztahy mezi oběma zeměmi jsou však na dobré úrovni.

## Přípravy
Asi 2 týdny po skončení ročníku 2018 v Lisabonu proběhla první schůzka představitelů Evropské vysílací unie (EVU), která soutěž pořádá, a Izraelskou vysílací společností (KAN), která má na starosti pořádání Eurovize 2019 v Izraeli. Řešilo se místo či předběžná data konání soutěže, schůze ale žádnou dohodu nepřinesla. Vedení izraelské televize chce soutěž uspořádat v hlavním městě Jeruzalémě, proti tomu ovšem stojí právě EVU. Podle ní je na prvním místě bezpečnost všech účastníků a fanoušků soutěže, což Jeruzalém neumožňuje. Chce tak Eurovizi 2019 přemístit do Tel Avivu, starosta města ale pořádání soutěže odmítl. Podle některých názorů se k těmto krokům Izraelci odhodlávají proto, že by to znamenalo další triumf v boji proti Palestincům, kteří Jeruzalém pokládají za svoje hlavní město. Tel Aviv podle nich pořádání odmítl právě na příkaz vysokých představitelů Izraele. Obě strany se nedohodly ani na době konání. Izrael požaduje 21. až 25. květen z důvodu absence židovských svátků v tomto období, EVU protiargumentuje tím, že se v tuto dobu mají konat různá lyfotbalová utkání či volby v několika zemích, a prosazuje již léty osvědčenou polovinu května.
V případě, že se obě strany nedomluvily, pro případnou organizaci Eurovize 2019 by byly osloveny země, které ve finále předchozího ročníku skončily za Izraelem, tzn. Kypr či Rakousko. Samotná Evropská vysílací unie (EVU) apelovala na fanoušky, aby prozatím neobjednávali letenky a hotelové pokoje v Izraeli.
Oficiální seznam 4 kandidátských měst pro pořádání Eurovize 2019 vyšel 11. června 2018, obsahuje města Haifa, Jeruzalém, Ejlat a rovněž Tel Aviv, který v květnu původně nabídku odmítl. Tel Aviv, který každoročně pořádá eurovizní koncert Israel Calling, byl do seznamu zařazen po nátlaku zahraničního tisku na izraelské politiky. 13. září bylo oznámeno, že hostitelským městem bude Tel Aviv.

## Incidenty

### Náboženské požadavky
Ja'akov Litzman, lídr ultraortodoxní strany Agudat Jisra'el a náměstek izraelského ministra zdravotnictví, 14. května 2018 poslal dopis ministrům cestovního ruchu, komunikací a kultury a sportu, v němž se vyjádřil ohledně porušování náboženských práv během konání Eurovize v Izraeli: „Ve jménu stovek a tisíců židovských občanů ze všech měst a komunit, kterým je svátek šabat blízko srdci, žádám vás již v této brzké fázi, předtím, než započnou přípravy a další detaily spojené s touto akcí, abyste byli striktní [během příprav], a aby tato záležitost nenarušila svátost šabatu a důsledně pracovali na tom, aby šabat nebyl znesvěcen, Bože chraň, jak zákon a status quo nařizuje.“ Podle oficiálního židovského zákona trvá šabat od pátečního večera do sobotní noci. Finále, které bude v zemi zahájeno v sobotu ve 22 hodin, tímto ovlivněno nebude, problém však tkví v páteční show pro poroty a sobotních zkouškách. Podobné problémy se naskytly i v roce 1999, kdy země Eurovizi pořádala naposledy. V té době se však účastnilo méně týmů, což umožnilo udělat jisté kompromisy a přizpůsobit se tak situaci. Předseda eurovizního výboru v rámci Evropské vysílací unie (EVU), Dr. Frank-Dieter Freiling, poznamenal, že si je dobře vědom tohoto napětí, a že plánuje tyto problémy zmínit v rozhovorech s izraelským vysílatelem pořádajícím show.

### Hlasy pro bojkot
Vzhledem k tomu, že se soutěž konala v Izraeli, někteří vyjádřili svoje nesouhlasy a objevovaly se i hlasy pro bojkot ročníku, a to v rámci Hnutí BDS (Boycott, Divestment and Sanctions Movement, v překladu Hnutí Bojkot, Stažení investic a Sankce), což je globální kampaň snažící se zvýšit ekonomický a politický tlak na Izrael, jejímž cílem je především dosáhnout rovnoprávnosti pro arabsko-palestinské obyvatele Izraele.
- Island: Přestože islandský vysílatel RÚV účast na Eurovizi 2019 dříve potvrdil, 23 000 Islanďanů podepsalo petici požadující po vysílateli bojkot soutěže pro tento ročník. Islandský hudebník Daði Freyr uvedl, že se nebude účastnit národního výběrového kola Söngvakeppkin. Na svůj twitterový účet napsal: „Nedokážeme si představit účast na tak zábavné akci, jakou Eurovize je, zatímco se izraelský stát a izraelská armáda dopouštějí takového strašného násilí na Palestincích.“ Později bylo oznámeno, že vysílatel RÚV uspořádá zasedání, na kterém se rozhodlo, že soutěž bojkotována nebude. Na předchozím ročníku pořádaným Izraelem roku 1999 se země účastnila.
- Irsko: Irský bojkot soutěže požadoval kvůli místu konání dublinský starosta Mícheál Mac Donncha, který podporuje Hnutí BDS a má tak do Izraele zakázaný vstup. Politička Lynn Boylan na svém twitteru uvedla: „Izrael vyhrál Eurovizi, tak pojďme v roce 2019 udělat BDS úspěšnější než kdy jindy.“ Členka Evropského parlamentu, politička Nessa Childers, řekla: „Jeruzalém? Nechápu. Myslela jsem, že Tel Aviv.“ S účastí na soutěži nesouhlasil ani bývalý eurovizní vítěz Charlie McGettigan, který irského vysílatele Raidió Teilifís Éireann (RTÉ) o bojkot požádal slovy: „Podívejte, nesouhlasíme s tím, slavit, zatímco ostatní umírají.“ Irsko se ročníků Eurovize konaných v Izraeli v letech 1979 a 1999 účastnilo v obou případech. Pro bojkot se postavil i televizní moderátor Mike Murphy. Na toto téma se hovořilo také v irském pořadu The Tonight Show, ve kterém se několik celebrit vyjádřilo ve prospěch bojkotu, stejně jako několik lidí z publika. Dohady nakonec ukončil vicepremiér Simon Coveney s tím, že irský bojkot Eurovize by nijak nezvýhodnil Palestinu ve sporu s Izraelem a odmítl názory podporující neúčast. V reakci na to se politická strana Sinn Féin obrátila na televizi RTÉ se žádostí k odstoupení ze soutěže. To však zůstalo bez výsledku, Irsko svoji účast nakonec 16. srpna 2018 potvrdilo.
- Švédsko: Pro švédský bojkot byla Levicová strana. Ta uvedla: „Od Izraele je naprosto nerozumné hostit tuto gigantickou hudební akci, zatímco jejich okupace běží v plném proudu. Požadujeme diskvalifikaci Izraele ze soutěže z humanitárních důvodů. Nemůžeme tančit, zatímco pokračuje pronásledování Palestinců. Bojkotujte Izrael ihned!“ Země ale účast na soutěži potvrdila. Švédsko se ročníků Eurovize konaných v Izraeli v letech 1979 a 1999 účastnilo v obou případech.
- Spojené království: Po bojkotu soutěže volali především členové skupiny We Support Jeremy Corbyn, podporující britského politika Jeremyho Corbyna, sám Corbyn se k tomuto problému ale přímo nevyjádřil. Proti účasti země na ročníku stáli i někteří podporovatelé Liberálně demokratické strany, kteří zastávají názor, že účast by znamenala tolerovat „hrozné nedodržování lidských práv“. Spojené království se ročníků Eurovize konaných v Izraeli v letech 1979 a 1999 účastnilo v obou případech a účast potvrdilo i na 64. ročníku.

### Odstranění náboženského symbolu z polského videoklipu
Znamení kříže bylo odstraněno z hudebního videa polské skupiny Tulia. To způsobilo vlnu rozsáhlých rozhořčení a cenzurních obvinění. Orgány veřejnoprávní Polské televize požadovaly, aby nahrávací společnost obnovila původní verzi hudebního videa. Píseň podporuje klip v anglickém jazyce, který je téměř totožný s polským klipem. Chybějí však tři sekundy filmu. Tyto vteřiny jsou rámcem, ve kterém umělci projíždějí u silničního kříže. Vedení Tulia v rozhovoru vysvětluje, že „nařízení Eurovize zakazují propagaci jakýchkoli náboženských institucí a symbolů, a to je Kříž“. Malá postava sv. Jana Nepomuckého je však viditelná v 31sekundovém klipu.